# Bundesstraße 441
Die Bundesstraße 441 (Abkürzung: B 441) ist eine Bundesstraße in Niedersachsen westlich von Hannover. Sie hat eine Länge von ca. 65 km und führt von Uchte nach Hannover.
Sie folgt im Wesentlichen dem Verlauf einer Poststraße aus dem Jahr 1688, welche von Hannover über Wunstorf und Stolzenau nach Osnabrück führte.

## Verlauf
Die B 441 beginnt an der Bundesstraße 61 bei Uchte und führt um den Ort herum.
Sie verläuft in östlicher Richtung durch die Norddeutsche Tiefebene und nimmt in Stolzenau für etwa vier Kilometer die Bundesstraße 215 aus Richtung Südwesten auf.
Nach Querung der Weser schwenkt die B 441 in Leese nach Südosten, während die Bundesstraße 215 nach Norden Richtung Nienburg/Weser abzweigt. Südlich von Leese zweigt die Bundesstraße 482 in Richtung Süden nach Ostwestfalen-Lippe ab.
In Loccum befindet sich die Evangelische Akademie sowie das ehemalige Zisterzienser-Kloster und in Münchehagen ein Dinosaurier-Freilichtmuseum.
Nach Überquerung der Rehburger Berge erreicht man das ehemalige Kurbad Bad Rehburg.
Auf dem Wiedenbrügger Berg kann man kurz danach linker Hand das Steinhuder Meer sehen, bevor Hagenburg erreicht wird.
In Wunstorf verläuft die B 441 auf einem kurzen Teilstück gemeinsam mit der Bundesstraße 442. Die Ortsdurchfahrt ist mit einem hohen Verkehrsaufkommen belastet, weshalb über Jahrzehnte eine Umgehungsstraße in Diskussion war. Seit 2023 ist eine nördliche Umfahrung Wunstorfs im Bau, welche im Jahr 2030 fertig werden soll. Einen konkreten und verlässlichen Zeitplan gibt es derzeit allerdings nicht.
In den 1980er Jahren wurde die B 441 in Wunstorf neu trassiert und als ampelgeregelte, vierspurige Schnellstraße über die Bahnstrecke Bremen–Hannover geführt. Grund war, dass durch steigendes Verkehrsaufkommen auf Straße und Schiene durch zwei benachbarte Bahnübergänge (einer querte die Bahnstrecke Hannover–Bremen, der andere die Bahnstrecke Hannover–Minden, die sich im Wunstorfer Bahnhof teilen) es zu erheblichen Stauungen in der Ortsdurchfahrt für Individualverkehr und den ÖPNV kam.
Zwischen der höhenungleichen Kreuzung Wunstorf-Luthe und der Bundesautobahn 2 ist die B 441 wechselseitig als 2+1-spurige Schnellstraße ausgebaut, da sie hier erheblichen Pendlerverkehr nach Hannover bzw. Ausflugsverkehr zum Steinhuder Meer aufnehmen muss.
Zwischen Dedensen und Seelze wird der Mittellandkanal gequert, dessen Verlauf man im Weiteren folgt. Dieser Streckenabschnitt ist am Ende einer langen Gerade mit einigen engen Kurven sowie unübersichtlichen Abzweigungen versehen, was zu einer Häufung von (teils tödlichen) Unfällen führt.
In Höhe von Seelze ist um 2000 ein neuer Stadtteil südlich der Bundesstraße entstanden; für diesen Abschnitt wird ebenfalls ihre Verlegung diskutiert, da die Abzweigungen dem Verkehrsaufkommen nicht mehr gerecht werden können, andererseits ist eine einfache Erweiterung der Abzweigungen wegen der unmittelbaren Nähe zum Stichkanal Hannover-Linden nicht möglich.
Die B 441 erreicht die Landeshauptstadt Hannover mit ihren Stadtteilen Ahlem und Limmer. Sie endet an der Auffahrt zum Westschnellweg (B 6) an der Grenze zum Stadtteil Linden-Nord.